# 마이크 서머비
마이크 서머비(Mike Summerbee, OBE 1942년 12월 15일 ~ )는 잉글랜드의 전 축구 선수이다. 그는 1960년대와 1970년대에 맨체스터 시티 FC에서 좋은 활약을 보였던 선수이다.